# Zenon från Tarsos

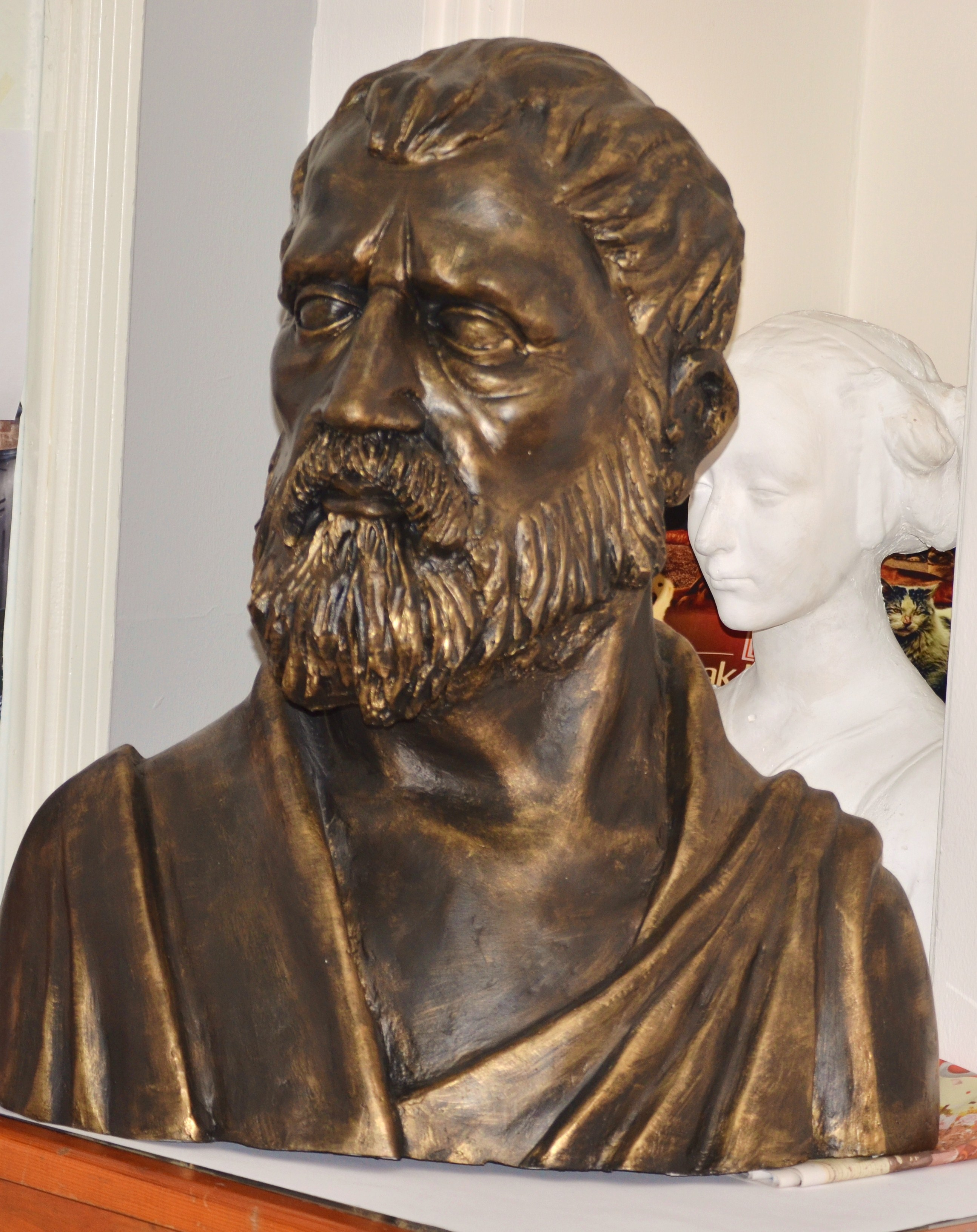
Byst av Zenon

Zenon (grekiska: Ζήνων;) från Tarsos var en stoisk filosof som levde kring år 200 f.Kr.
Han var elev till Krysippos och, när denne dog, blev han den fjärde föreståndaren (skolarken) vid den stoiska skolan i Aten.
Enligt Diogenes Laërtius skrev han väldigt få böcker men efterlämnade ett stort antal lärjungar. Enligt det lilla vi vet om hans filosofiska inställning, var han en renlärig stoiker, men betvivlade doktrinen om ekpyrosis. Detta var en betydande skillnad mot tidigare stoiker som menade att universum periodiskt upplöstes i eld. 
Det är inte känt när han dog. Han efterträddes som skolark av Diogenes från Seleukia.